# 2005-ös Rubik-kocka-világbajnokság
A 2005-ös Rubik-kocka-világbajnokságnak az Amerikai Egyesült Államok, a disneyland-i Buena Vista tó építményei adtak otthont. A 3. alkalommal megszervezett versenyt 2005. november 5-6 között rendezték meg. A versenyzők 13 kategóriában mérték össze a tudásukat és a 149 részt vevő 16 ország képviseletében érkezett.
A francia Jean Pons szerezte meg a 3x3x3-as kirakásban a világbajnoki címet, mellyel 5000 USD pénzdíjat is kiérdemelt.

## Eredmények
| Versenyszám   | Győztes          | Átlagidő | Legjobb rakás |
| ------------- | ---------------- | -------- | ------------- |
| 3x3x3         | Jean Pons        | 15.10    | 13.00         |
| 2x2x2         | Masayuki Akimoto | 8.32     | 7.26          |
| 4x4x4         | Yuki Hayashi     | 1:04.63  | 1:01.21       |
| 5x5x5         | Frank Morris     | 2:15.64  | 2:04.03       |
| 3x3x3 vakon   | Leyan Lo         |          | 1:46.47       |
| 3x3x3 LM      | Lars Petrus      |          | 38            |
| 3x3x3 OH      | Ryan Patricio    | 28.05    | 26.82         |
| 3x3x3 lábbal  | Oliver Wolff     |          | 1:54.97       |
| Megaminx      | Stefan Pochmann  |          | 1:44.69       |
| Rubik-óra     | Stefan Pochmann  | 10.03    | 9.27          |
| Square-1      | Lars Vanderbergh | 34.84    | 27.20         |
| Rubik's Magic | Alexander Ooms   | 1.46     | 1.40          |
| Master Magic  | Stefan Pochmann  |          | 2.79          |

3x3x3 LM=3x3x3 legkvesebb mozdulatból kirakás
3x3x3 OH= 3x3x3 egy kézzel